# Ligament inter-carpien dorsal
Les ligaments inter-carpiens dorsaux (ou ligaments médio-carpiens postérieurs ou ligaments médio-carpiens dorsaux) sont des ligaments des articulations du carpe.
Ils sont composés du ligament triquétro-trapézo-trapézoïdien en bas et du ligament scapho-triquétral dorsal en haut qui relie le versant dorsal du scaphoïde à la face dorsale du triquétrum en passant au-dessus du capitatum.